# Semantic Scholar
Semantic Scholar  est un projet développé à l'Institut Allen pour l'Intelligence Artificielle, un des instituts de recherche créés par Paul Allen. Lancé en novembre 2015, il est conçu pour être un moteur de recherche d'articles de revues scientifiques sur l'IA.
Le projet utilise une combinaison d'apprentissage automatique, de traitement du langage naturel et de vision industrielle pour ajouter une couche d'analyse sémantique aux méthodes traditionnelles d'analyse des citations, et pour extraire les figures, entités et lieux pertinents des documents. En comparaison avec Google Scholar et PubMed, Semantic Scholar est conçu pour mettre en évidence les articles les plus importants et les plus influents, et pour identifier leurs liens.
En janvier 2018, à la suite d'un projet de 2017 concernant des articles biomédicaux et des résumés, le corpus comprenait plus de 40 millions d'articles d'informatique et de biomédecine. En juin 2023, le nombre de documents inclus atteignait plus de 212 millions après l’ajout des enregistrements Microsoft Academic Graph déjà utilisés par Lens.org.